# كارول جي
كارولينا جيرالدو نافارو (بالإنجليزية:  Carolina Giraldo Navarro)‏ المعروفة مهنيًا بإسم كارول جي (بالإنجليزية:  Karol G)‏ هي مغنية وكاتبة أغاني ريغيتون كولومبية، ولدت يوم 14 فبراير 1991 في ميديلين، كولومبيا.

## روابط خارجية
- كارول جي على موقع IMDb (الإنجليزية)
- كارول جي على موقع ميوزك برينز (الإنجليزية)
- كارول جي على موقع أول ميوزيك (الإنجليزية)
- كارول جي على موقع أول ميوزيك (الإنجليزية)
- كارول جي على موقع أول ميوزيك (الإنجليزية)
- كارول جي على موقع ديسكوغز (الإنجليزية)
- كارول جي على موقع ديسكوغز (الإنجليزية)
- كارول جي على موقع قاعدة بيانات الفيلم (الإنجليزية)